# Laber (Berg)
Der Laber ist ein Berg in den Ammergauer Alpen nördlich von Ettal und östlich von Oberammergau. Von Oberammergau führt auch die Laber Bergbahn auf den Laber. Im Bereich der Bergstation befinden sich ein Restaurant sowie diverse Sendeanlagen für Rundfunk und Telekommunikation, unter anderem der Sender Oberammergau für UKW- und digitalen Rundfunk.
In den aktuellen amtlichen Kartenwerken wird der Laber auch als „Laberberg“ bezeichnet. Der Laber ist deutlich gegliedert und bildet mehrere Nebengipfel. Ein touristisch bedeutender Nebengipfel ist das Ettaler Mandl, das in 45 Minuten vom Gipfel des Laber zu erreichen ist. Weitere Nebengipfel sind die Mandlköpfe, der Große Laber und der Kleine Laber, der Höllstein sowie der Mühlberg. Der Bereich um den höchsten Punkt wird als Laberjoch bezeichnet.
Am Laber entspringen unter anderem der Labergraben, die Laberlaine und die Quellbäche des Manndlbachs.

## Lage und Umgebung
Der Laber befindet sich am nördlichen Alpenrand, etwa 60 km südlich von München, und liegt vollständig in Deutschland. Der Laber wird im Osten durch das Loisachtal begrenzt. Nach Westen hin fällt der Laber in das Tal der Ammer ab und grenzt im Norden an den Großen Aufacker an. Im Süden ist der Laber über den Ettaler Sattel mit der Notkarspitze in den Ammergauer Alpen verbunden. Innerhalb der Ammergauer Alpen liegt das Laber-Massiv in der Laber-Hörnle-Gruppe und bildet deren Hauptgipfel.
Der höchste Punkt wird mit 1686 m ü. NHN etwas westlich von der Bergstation der Laber Bergbahn erreicht.

## Geschichte
Der Laber wird bereits in den Jahren 1073–1078 in einer Aufzeichnung des Hochstiftes Freising über den Grenzverlauf im Werdenfelser Land und im Ammergau als einer der Grenzpunkte der mittelalterlichen Grafschaft Werdenfels genannt.

## Tourismus
Der Gipfel ist über den Normalweg am Soilasee vorbei unschwierig zu erreichen. Es führen auch noch weitere Routen zum Gipfel, die jedoch zum Teil etwas Trittsicherheit erfordern.
Die Abfahrt „Laber-Nordhang“ ist eine der steilsten Skipisten Deutschlands. Das Gefälle ist bis zu 84 % steil und die Piste wird nicht präpariert. Die Skiroute ist die einzige Abfahrtsmöglichkeit vom Laber, die von der Lawinenkommission überwacht wird.